# François d'Aguilon

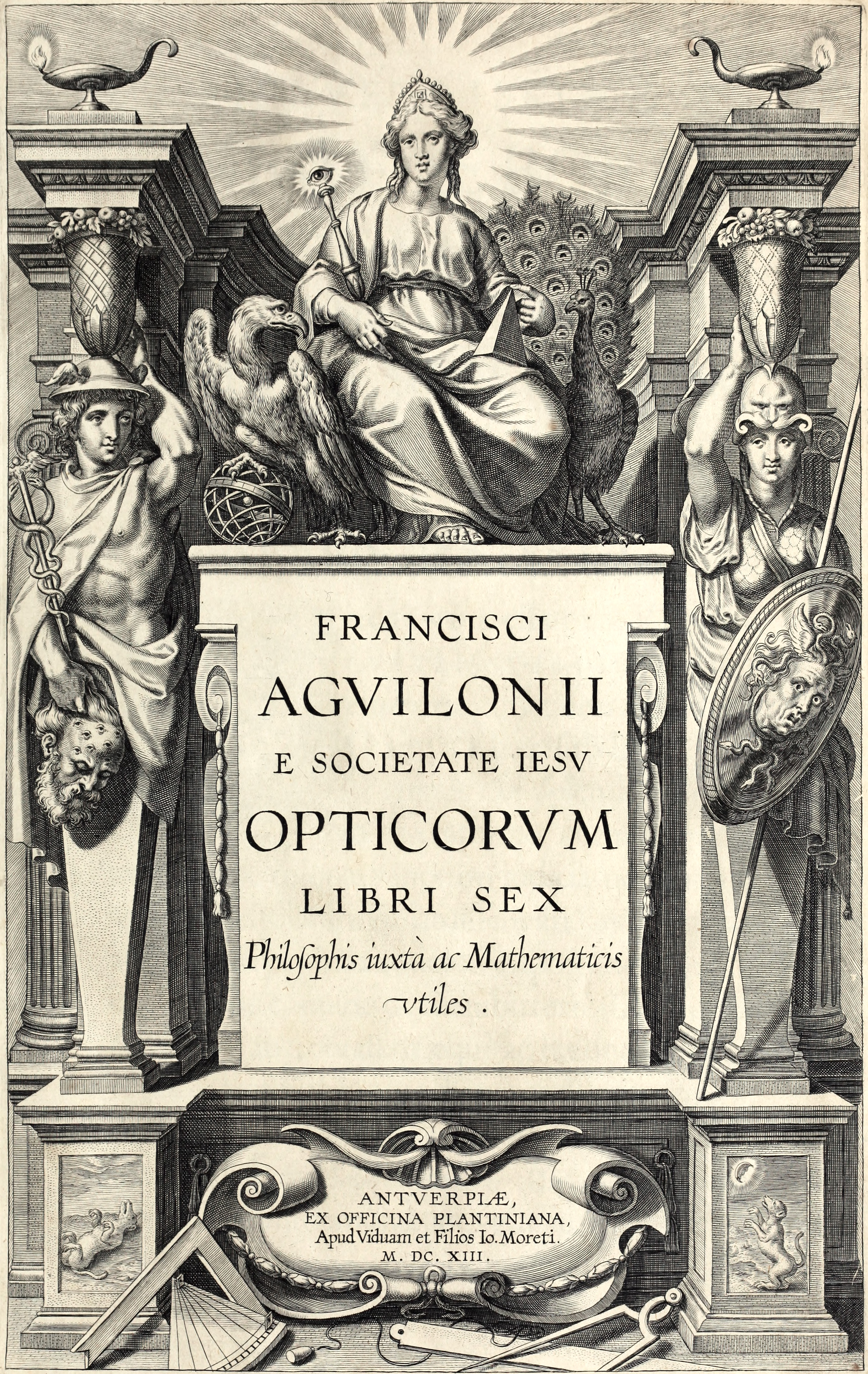
Opticorum libri sex, 1613

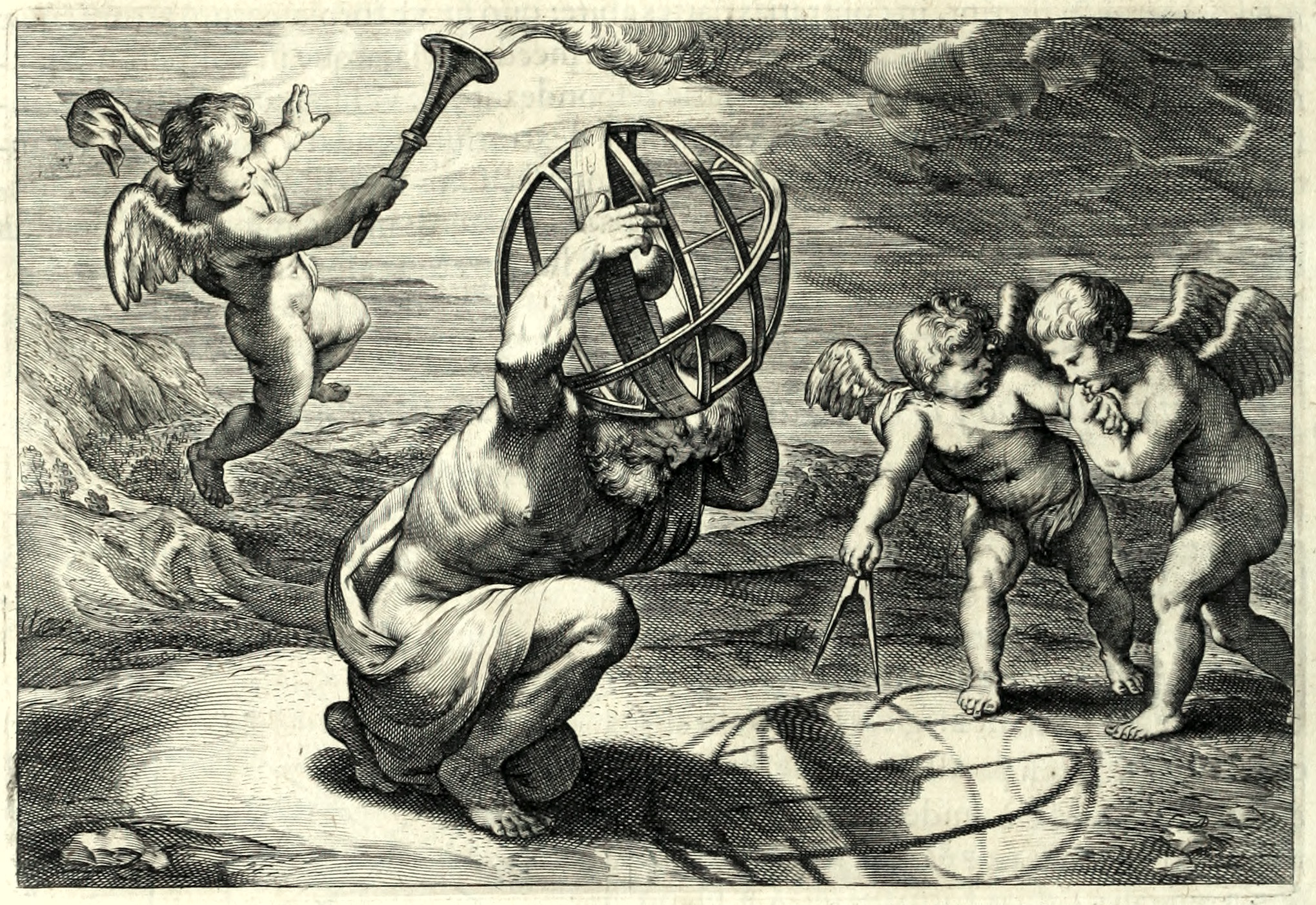
Gravură de Rubens pentru lucrarea "Opticorum libri sex philosophis juxta ac mathematicis utiles" lui François d'Aguilon și care ilustrează modul în care se determină proiecția stereografică.

François d'Aguilon (n. 4 ianuarie 1567 – d. 20 martie 1617) a fost un călugăr iezuit, matematician, fizician și arhitect belgian.
Obiectul preocupării sale îl constituie proiecția stereografică, considerată de el ca un caz particular al perspectivei și care își are originea încă din antichitate.
În lucrările sale a fost puternic influențat de teoria perspectivei formale formulate de del Monte.
Cea mai importantă lucrare a sa este Opticorum, libri VI, apărută la Anvers în 1613.